# Concepción (Guatemala)
Concepción é um município da Guatemala do departamento de Sololá.